# Ropica albovariegata
Ropica albovariegata är en skalbaggsart som beskrevs av Stefan von Breuning 1942. Ropica albovariegata ingår i släktet Ropica och familjen långhorningar. Inga underarter finns listade i Catalogue of Life.